# Pokrok
Pokrok je koordinovaný[zdroj⁠?!] "krok" dopředu, krok pro lepší společnost. Určit definici pokroku je obtížné, jelikož každý člověk (skupina) má jinak nastavené žebříčky hodnot, které určují, co je a není pro společnost (jedince) pokrokové. Pokrok je typ vývoje, popř. procesu.
Pojem pokrok můžeme rozdělit takto:
- sociální – zdokonalování společenské struktury, její diferenciace
- technický – používání inovativních strojů, zrychlování dopravy atp.

## Sociální pokrok
- zvyšování spokojenosti, popř. možností obyvatelstva
- zdokonalování společnosti a její uspořádání, za předpokladu funkčnosti celého systému
- zvyšování přizpůsobivosti celku a obrany společnosti (suverenita)
- nezávislost, svoboda

## Technický pokrok
- zvyšování kvality uspokojení technických (materiálních) potřeb (doprava, komunikace)
- zrychlovaní dopravy, výroby atp.

Při pokrokovém vývoji mohou nastat i v určitém smyslu regrese:
- nerovnoměrnost vývoje (vyspělost techniky vůči kultuře)
- regrese (kontrarevoluce)